# Piława Górna

Plan miasta

Piława Górna (niem. Ober-Peilau, w latach 1928–1945 Gnadenfrei) – miasto w Polsce, w województwie dolnośląskim, w powiecie dzierżoniowskim.

## Nazwa miasta
Istnieją dwie teorie pochodzenia nazwy miasta. Jedna z nich nawiązuje do jego charakteru z XII wieku, bowiem zamieszkiwali ja głównie pilarze, dostarczający drewno surowe. Druga wskazuje, że nazwa została przejęta od rzeki, którą wcześniej już zwano Piławą. Pierwotna nazwa niemiecka, Peilau, jest także fonetyczną adaptacją starszej nazwy słowiańskiej.

## Położenie
Piława Górna położona jest w południowej Polsce, we wschodniej części Kotliny Dzierżoniowskiej na styku ze Wzgórzami Niemczańskimi. Przepływa przez nią rzeka Piława, a także Ślęza i Piekielny Potok.
Sąsiednie gminy: Dzierżoniów, Niemcza (w powiecie dzierżoniowskim) oraz gminy: Stoszowice, Ząbkowice Śląskie (w powiecie ząbkowickim).

## Warunki naturalne

### Rzeźba terenu
W obrębie gminy przebiegają dwa pasma górskie: Wzgórza Bielawskie oraz Wzgórza Gilowskie. Wschodnie wzniesienia należą również do Wzgórz Gumińskich. Miasto położone jest zatem na terenach wyżynnych. Zachodnia granica gminy przechodzi u podnóża Rybiej Góry (411 m n.p.m., obecnie znajduje się tam kopalnia Piława Górna). Na południe od miasta wznosi się Kluczowska Góra (432 m n.p.m.), z zachodnio-północnego zbocza której wypływa Piława, główna rzeka powiatu dzierżoniowskiego. Pomiędzy Piławą Górną a Przerzeczynem-Zdrój, przy wschodniej granicy, znajduje się Grzybowiec (364 m n.p.m.). Najwyższym punktem znajdującym się na terenie gminy jest szczyt tzw. małego lasku (376 m n.p.m.).

### Klimat
Według klasyfikacji Wincentego Okołowicza Piława Górna leży w strefie klimatu umiarkowanego ciepłego przejściowego. Według uaktualnionej klasyfikacji Köppena-Geigera Piława Górna leży w strefie Cfb – klimatu morskiego zachodnich wybrzeży. Klimat ten cechuje obok ciepłego i długiego lata wyraźnie łagodniejsza zima.
Średnia roczna temperatura spada tu nieco poniżej +8 °C. Okres wegetacyjny zaczyna się dopiero w pierwszej dekadzie kwietnia i trwa 31–32 tygodnie. Region ten ma najwięcej opadów (powyżej 700, a nawet 800 mm) i przeważają w nim wiatry północno-zachodnie i południowo-zachodnie.

### Zasoby naturalne

#### Surowce
Na terenie gminy Piława Górna stwierdzono występowania udokumentowanych złóż surowców mineralnych kamieni drogowych i budowlanych. Należą do nich złoża granodiorytu (sjenity, głównie Kośmin) oraz amfibolity.
Ponadto na obszarze gminy w przeszłości eksploatowane były złoża gnejsu na obszarze Wzgórz Gumińskich oraz piasków i żwirów na południe od Piławy Górnej.

#### Gleby
Większość gruntów ornych w Piławie Górnej położonych jest na bardzo dobrych glebach klasy I, II, III (69,6%). Największe kompleksy użytków rolnych znajdują się w granicach jednostek strukturalnych Centrum i Kośmina.

#### Zasoby wodne
Sieć rzeczna jest typowa dla terenów górskich i podgórskich, przy czym lewobrzeżna część dorzecza Piławy jest bardziej rozwinięta, co wiąże się z przebiegiem pasma Gór Sowich. Charakterystyczne są wiosenne wezbrania związane z topnieniem śniegów. Na terenie gminy brak jest większych zbiorników wodnych.

#### Lasy
Tereny wokół Piławy Górnej są dość mocno zalesione, ale w samej gminie lasy zajmują powierzchnię zaledwie 62,5 ha. Największe skupiska lasów na tym obszarze znajdują się na Wzgórzach Gumińskich. Dominują drzewostany mieszane, natomiast gatunkiem najbardziej rozpowszechnionym jest dąb. Prawie 97% ogólnej powierzchni lasów znajduje się w rękach Lasów Państwowych (Nadleśnictwo Świdnica).

## Historia
Początki osady Piława datuje się na I połowę XII w. W dokumencie łacińskim z 1189 widniała ona jako Pilava Superius. Była typową osadą służebną, związaną z największym wówczas w tej części Śląska grodem Niemcza.
W XII i XIII w. los Piławy był szczególny. Stała się ona miejscowością graniczną trzech piastowskich księstw: świdnickiego, ziębickiego i brzeskiego. W okresie XII-XIV wieku Piława i ogółem Śląsk, stały się terenem intensywnej akcji osadniczej ludności niemieckojęzycznej, a w XV w. była miejscem pobytu husytów, którzy opanowali region i ustanowili Niemczę swoją lokalną siedzibą.
Wieki XVII, XVIII, XIX zaznaczyły się licznymi walkami prowadzonymi na tych terenach przez wojska pruskie, austriackie (wojny śląskie), a także francuskie (wojny napoleońskie).

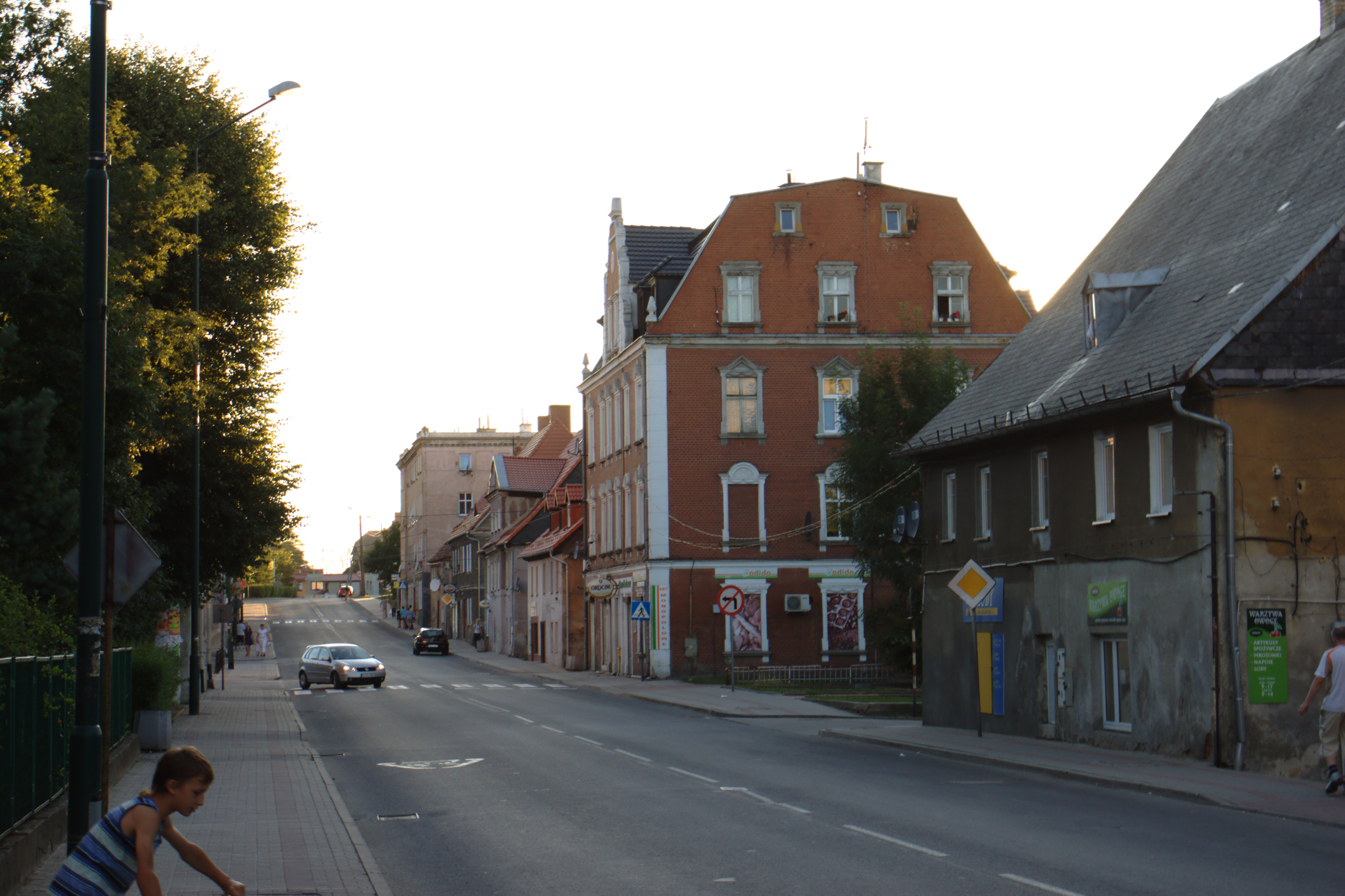
Zabytkowe budynki przy ul. Piastowskiej (fragment Osiedla Braci Morawskich), 1744–1754

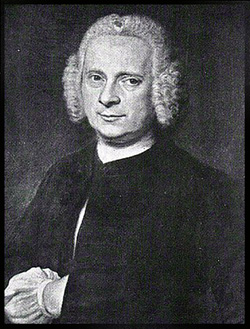
Ernst Julius von Seidlitz właściciel miejscowych dóbr

W 1740, w warunkach wprowadzonej przez Fryderyka II Wielkiego tolerancji religijnej, obok istniejącej od średniowiecza wsi Oberpeilau założona została przez właściciela miejscowych dóbr, Ernsta Juliusa von Seydlitz, osada braci morawskich Gnadenfrei.
16 sierpnia 1762 miała tutaj miejsce bitwa pod Dzierżoniowem. Było to jedno z ostatnich starć wojny siedmioletniej.
Osada w XIX w. stała się miejscowością robotniczą w związku z szybkim rozwojem przemysłu włókienniczego oraz wydobyciem i obróbką kamienia na tych terenach. W październiku 1858 miejscowość otrzymała połączenia kolejowe, a w 1860 zbudowano tu dworzec. Również w XIX wieku zbudowano sieci gazową oraz elektryczną. Piława stała się atrakcyjna ze względu na walory krajoznawcze i uznanie wartości wód leczniczych w pobliskim Przerzeczynie-Zdroju.
17 maja 1879 miało miejsce niecodzienne wydarzenie. Spadł bowiem tutaj meteoryt, nazwany Gnadenfrei.
1 października 1928 wsie Oberpeilau, Gnadenfrei i Obermittelpeilau zostały połączone w jedną miejscowość pod nazwą Gnadenfrei. Właśnie tu w styczniu 1944 rozpoczęto tajną produkcję silników elektrycznych dla torped typu Neger.
Po zakończeniu II wojny światowej, w 1945 r. wieś została włączona do Polski. Pierwszymi polskimi mieszkańcami stali się przymusowi robotnicy powracający z robót przymusowych w Rzeszy, kierowanym przez NSDAP. Znaczną część nowej ludności stanowili dawni więźniowie niemieckich obozów koncentracyjnych i wysiedleni ze wschodniej, zabranej części Polski oraz uciekinierzy wyznania mojżeszowego do okupacji radzieckiej, którzy przybyli do nowego państwa polskiego. Początkowo status miejscowości był niejasny; teren jej został podzielony. Zachodnią część zajmował od 8 maja 1945 garnizon wojsk radzieckich. Część wschodnią nazwano Jerzchów, potem Zagórze. W 1947 przywrócona została średniowieczna nazwa Piława. Została ona podzielona na dwie gminy: Piławę Dolną i Piławę Górną. Ludność dotychczasową, niemiecką wysiedlono. Miejscowość zaludniali Polacy z wielu miejsc II RP, w tym wysiedleni z ziem odebranych na wschodzie przez ZSRR.
W latach 1945–1954 miejscowość była siedzibą wiejskiej gminy Piława Górna. Rozbudowano wówczas i unowocześniono zakłady przemysłowe, powstały nowe osiedla. W 1953 powstał Klub Sportowy Piławianka, a w 1957 utworzono parafię św. Marcina.
W październiku 1954 Piława Górna, wraz z wsiami Kośminem, Kalinowem i Kopanicą, weszła w skład nowo utworzonej gromady Piława Górna, której została siedzibą. 1 stycznia 1956 gromadzie Piława Górna nadano status osiedla, co oznaczyło, że wszystkie cztery wsie stały się częściami tej skonsolidowanej jednostki, a więc w praktyce zostały połączone w jeden organizm o nazwie Piława Górna. 18 lipca 1962 osiedle Piława Górna otrzymało status miasta.
1 września 1969 otwarto szkołę podstawową, a 19 listopada 1976 Miejski Ośrodek Kultury.
W latach 1975–1998 miasto administracyjnie należało do województwa wałbrzyskiego.

## Demografia
| Opis                              | Ogółem | Ogółem | Kobiety | Kobiety | Mężczyźni | Mężczyźni |
| --------------------------------- | ------ | ------ | ------- | ------- | --------- | --------- |
| Jednostka                         | osób   | %      | osób    | %       | osób      | %         |
| Populacja                         | 6776   | 100    | 3529    | 52,08   | 3247      | 47,92     |
| Gęstość zaludnienia [mieszk./km²] | 323,7  | 323,7  | 168,6   | 168,6   | 155,1     | 155,1     |
| Źródło: GUS Dane na 31.12.2011    |        |        |         |         |           |           |

### Ludność
Według danych GUS z 31 grudnia 2019 r. Piławę Górną zamieszkiwały 6394 osoby, natomiast według danych z 30 czerwca 2020 roku miasto zamieszkiwały 6382 osoby. 1 stycznia 2023 r. miasto zamieszkiwało 5969 osób(514. miejsce w kraju). Liczba ta z roku na rok maleje, rośnie zaś wartość wskaźnika feminizacji. 31 grudnia 2011 wynosił on 108,7. Wskaźnik ludności w wieku nieprodukcyjnym na 100 osób w wieku produkcyjnym osiągnął poziom 53,8. Ludność Piławy Górnej stanowi około 6,4% ludności powiatu. Duża część mieszkańców faktycznie mieszka poza gminą, pracując lub studiując głównie we Wrocławiu, Wałbrzychu czy poza granicami kraju.

### Rozwój demograficzny miasta
Analizując okres 1995–2012 wyraźnie widoczny jest spadek liczby ludności Miasta Piława Górna, szczególnie zauważalny w latach 1995–2002. Istnieje ujemny przyrost naturalny oraz ujemne saldo migracji. W 2012 przyrost liczby ludności w mieście wyniósł –4‰.

Piramida wieku mieszkańców Piławy Górnej w 2014 roku.

## Struktura miasta

### Podział administracyjny
W skład Piławy Górnej wchodzą Kalinów, Kośmin i Kopanica. Te trzy dzielnice są integralnymi częściami miasta. Pozostały teren nie należy do żadnej dzielnicy, potocznie określany jest mianem Centrum.

### Zabudowa

Pałac Gladishof (XVII w.)

Piława Górna posiada czytelny układ wsi dwurzędowej, wzbogacony w XVIII wieku o czworokątny rynek. Centralną część miasta stanowi kompleks budowlany o nazwie Osiedle Braci Morawskich, położony między ulicami: Fabryczną i Kasztanową. Na osi rynku, na wzgórzu, usytuowano duży zespół pałacowo-parkowy. Jest to obecnie reprezentacyjny pałac fabrykancki o eklektycznej, bardzo urozmaiconej bryle, otoczony parkiem.
W dolnej, starszej części miasta (dawna wieś), znajduje się romantyczny pałac otoczony rozległym parkiem z towarzyszącym folwarkiem. W tej części usytuowany jest kościół parafialny o średniowiecznej genezie, wielokrotnie przebudowywany, a rozbudowany w okresie powojennym.
Zabudowa części starszej, wzdłuż ulicy Henryka Sienkiewicza, jest typu zagrodowego, o układzie przeważnie czworokątnym. Zabudowa części południowo-wschodniej, ukształtowanej już w XVIII i XIX wieku, to budynki jedno- i dwukondygnacyjne, wolno stojące, nakryte ceramicznymi dachami dwuspadowymi o charakterze miejskim.
Główna część miasta w większość terenów zabudowanych znajduje się po lewej stronie rzeki Piławy.

### Zabytki

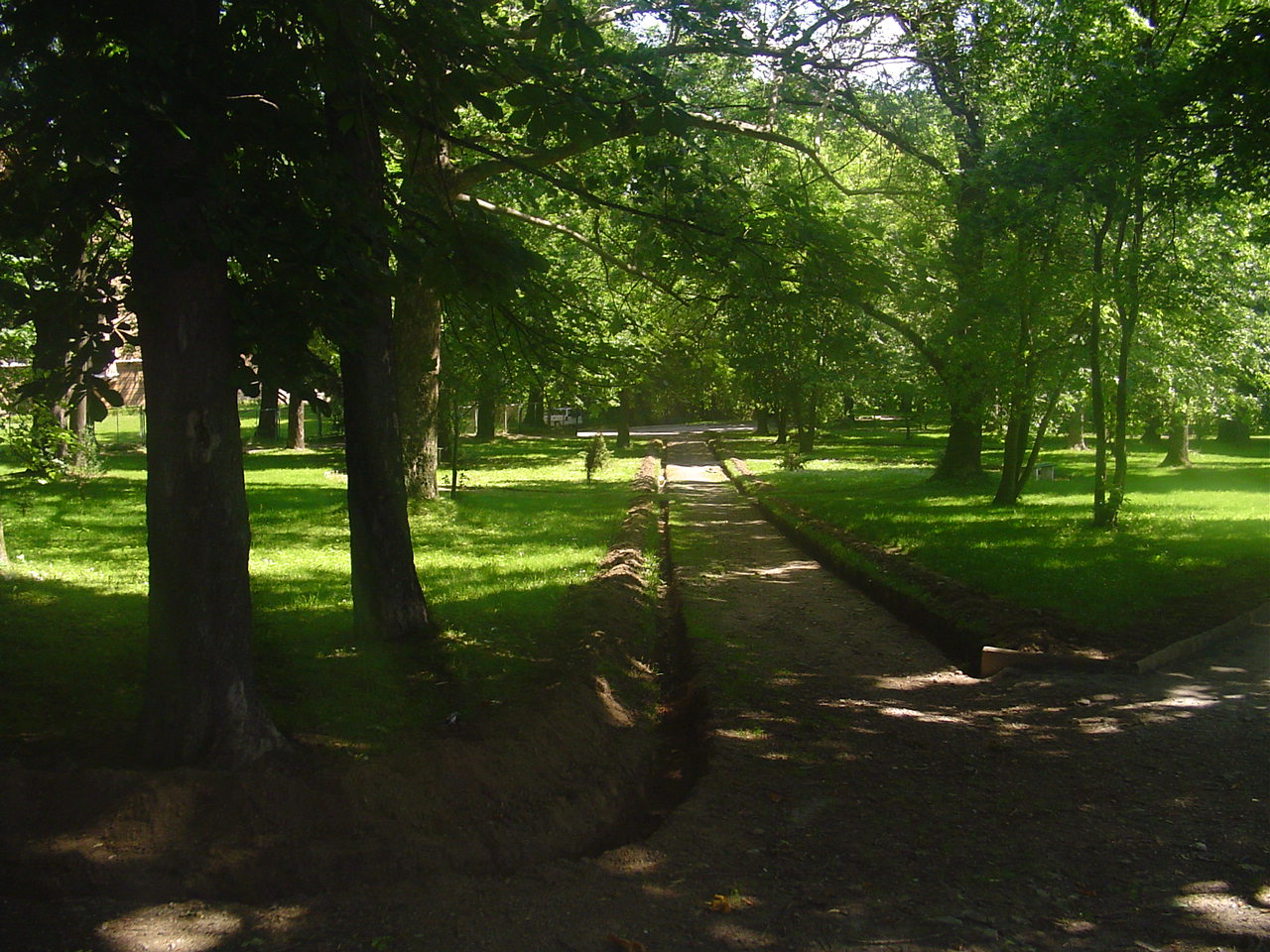
Park miejski

Do wojewódzkiego rejestru zabytków wpisane są obiekty:
- kościół parafialny św. Marcina z XVI oraz końca XIX wieku (ul. H.Sienkiewicza 30)
- zespół pałacowo-parkowy z XVII oraz połowy XIX wieku (ul. H.Sienkiewicza 96):
  - pałac Gladishof, tzw. Zamczysko
  - park (ogród tarasowy przy pałacu)
- gimnazjum, obecnie ośrodek szkolno-wychowawczy, z lat 1894–1896 (ul. Szkolna 6).

Do innych ważnych zabytków można również zaliczyć:

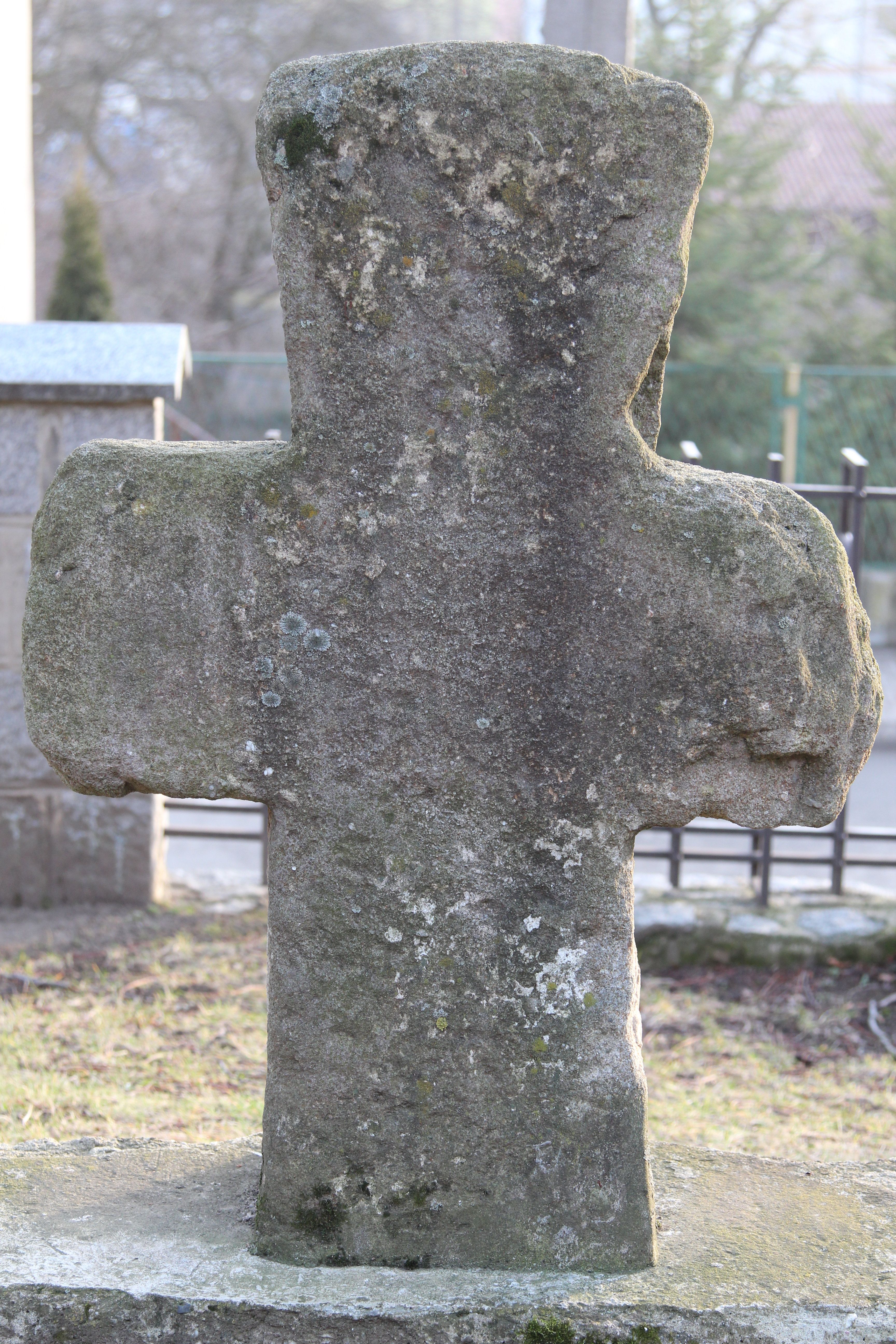
Krzyż kamienny

- zespół zabytkowy dworca kolejowego z końca XIX wieku, znajdujący się we wschodniej części miasta (ul. Kolejowa 6)
- wiatrak z XVIII wieku (ul. Nowa 5)
- krzyż kamienny przy kościele parafialnym św. Marcina (ul. H.Sienkiewicza 30). Według legendy krzyż pochodzi z 2. połowy XVII w. Inna legenda uznaje go za krzyż pokutny, tym samym starszy o co najmniej 150 lat. W rzeczywistości przyczyna fundacji krzyża oraz jego wiek, są nieznane.
- szkoła Seydlitza, obecnie gimnazjum, z lat 1905–1907 (ul. Wiejska 2)
- pałac Oberhof z końca XVIII wieku (ul. Bolesława Chrobrego 32)
- Osiedle Braci Morawskich wybudowane w latach 1744–1754:
  - dom sióstr zbudowany w latach 1743–1750 (pl. Piastów Śląskich 5)
  - dom wdów z 2. połowy XVIII wieku (pl. Piastów Śląskich 9)
  - dom wdowców wybudowany w 1743 r. (ul. Piastowska 80)
  - dom braci wybudowany w 1746 r. (pl. Piastów Śląskich 4)
  - cmentarz braci morawskich, obecnie park miejski.

### Struktura powierzchni
Piława Górna zajmuje teren 2093 ha (280. miejsce w kraju). Mimo miejskiego charakteru gminy, większość jej powierzchni zajmują grunty orne. Miasto obejmuje 4,24% powierzchni powiatu.
| Struktura użytkowania gruntów     | Struktura użytkowania gruntów     | Powierzchnia (ha) | Udział w pow. ogólnej (%) |
| --------------------------------- | --------------------------------- | ----------------- | ------------------------- |
| Użytki rolne                      | Grunty orne                       | 1573              | 75,8                      |
| Użytki rolne                      | Sady                              | 21                | 1,0                       |
| Użytki rolne                      | Łąki                              | 63                | 3,0                       |
| Użytki rolne                      | Pastwiska                         | 83                | 4,0                       |
| Użytki leśne i grunty zadrzewione | Użytki leśne i grunty zadrzewione | 72                | 3,5                       |
| Grunty pod wodami                 | Grunty pod wodami                 | 7                 | 0,3                       |
| Grunty zurbanizowane              | Tereny zabudowane                 | 120               | 5,8                       |
| Grunty zurbanizowane              | Tereny niezabudowane              | 14                | 0,7                       |
| Grunty zurbanizowane              | Zieleń                            | 0                 | 0,0                       |
| Drogi i koleje                    | Drogi i koleje                    | 113               | 5,4                       |
| Nieużytki                         | Nieużytki                         | 7                 | 0,3                       |
| Powierzchnia wyrównawcza          | Powierzchnia wyrównawcza          | 1                 | 0,0                       |
| Źródło:                           |                                   |                   |                           |

## Gospodarka

### Budżet miasta
Dochody budżetu gminy w 2011 wyniosły ok. 16,8 mln zł, co dało 2476 zł na każdego mieszkańca. Jeżeli chodzi o wydatki, to najwięcej funduszy pochłaniają oświata i wychowanie, pomoc społeczna, transport i łączność oraz administracja publiczna.

### Rynek pracy
W odniesieniu do zatrudnienia widać, że zarówno w całym powiecie dzierżoniowskim, jak i w Piławie Górnej, dominuje zatrudnienie w przemyśle i budownictwie oraz w usługach. Istotnym jednak problemem jest bezrobocie. Liczba bezrobotnych w Piławie Górnej w 2011 wyniosła ponad pięćset osób. Stopa bezrobocia jednak sukcesywnie spada od 2005 i utrzymuje się na poziomie 11,4%.

### Rolnictwo
Powierzchnię Piławy Górnej w głównej mierze stanowią użytki rolne.
Na terenie gminy w 2005 roku zarejestrowanych było 125 gospodarstw rolnych. Są to głównie działki rolne i gospodarstwa rolne nieprzekraczające powierzchni 5 ha.
Produkcja roślinna w gminie opiera się głównie na uprawie zbóż, wśród których dominuje pszenica. Miejski charakter gminy, odchodzenie od produkcji zwierzęcej, zapotrzebowanie ziemi na cele nierolnicze wymusiły zmianę struktury użytkowania gruntów w Piławie Górnej.
Na przełomie lat 1996–2007 spadek powierzchni użytków zielonych w gminie wyniósł 31%. Szczególnie dotyczył on powierzchni łąk.

### Przemysł i usługi
O rozwoju Piławy Górnej zadecydowały produkcja odzieży oraz tradycje wydobycia i przerobu kamienia, sięgające roku 1740. Zarejestrowanych jest w niej ponad sześćset podmiotów gospodarczych, z czego 97% działa w sektorze prywatnym. W strukturze gospodarki lokalnej przeważają podmioty niebędące podmiotami prawa handlowego i działające na podstawie wpisu do rejestru działalności gospodarczej. Przedsiębiorstwa należą do grupy średnich i małych przedsiębiorstw.
Najwięcej lokalnych przedsiębiorstw zajmuje się tzw. przetwórstwem przemysłowym. Poza tym w gminie popularne są takie branże, jak: handel, naprawa pojazdów samochodowych, budownictwo, transport, gospodarka magazynowa oraz obsługa nieruchomości i przedsiębiorstw.
Gospodarka lokalna Piławy Górnej zdominowana jest przez podmioty działające w przemyśle, z czego większość w branży kamieniarskiej, dzięki bogatym złożom kamienia. Na bazie wielopokoleniowych doświadczeń funkcjonuje tu ponad 100 małych i dużych zakładów kamieniarskich. Miasto należy bowiem do największych ośrodków przemysłu kamieniarskiego w Polsce.
Piława Górna zawdzięcza rozwój tej gałęzi przemysłu braciom morawskim, którzy osiedlili się na jej terenie w XVIII wieku. Obecnie na obszarze gminy znajduje się kopalnia Piława Górna, zajmująca się eksploatacją amfibolitu i migmatytu.

## Turystyka
Ze względu na swoje położenie, miasto jest atrakcyjne krajoznawczo i turystycznie. Urozmaicona rzeźba terenu i bliskie sąsiedztwo Gór Sowich mogą stanowić atrakcję turystyczną dla mieszkańców Wrocławia i Dolnego Śląska jako baza wypadowa. Jednak baza noclegowa i turystyczne przedsięwzięcia w Piławie Górnej są słabo rozwinięte.

## Szlaki turystyczne
Ziębice – Lipa – Jasłówek – Krzelków – Zameczny Potok – Ciepłowody – Kawia Góra (Łysica) – Ruszkowice – Ostra Góra – Podlesie – Przerzeczyn-Zdrój – Grzybowiec – Piława Górna – Piława Dolna
 Piława Górna – Ligota Mała – Przerzeczyn-Zdrój – Podlesie – Ruszkowice – Przełęcz nad Blotnicą
Wyznaczony został szlak rowerowy o długości ok. 6 km. Przebiega on przez miejsca zabytkowe i inne interesujące obiekty, takie jak: kamieniołomy, Pałac Oberhoff czy wzgórze widokowe na Grzybowcu.

## Transport

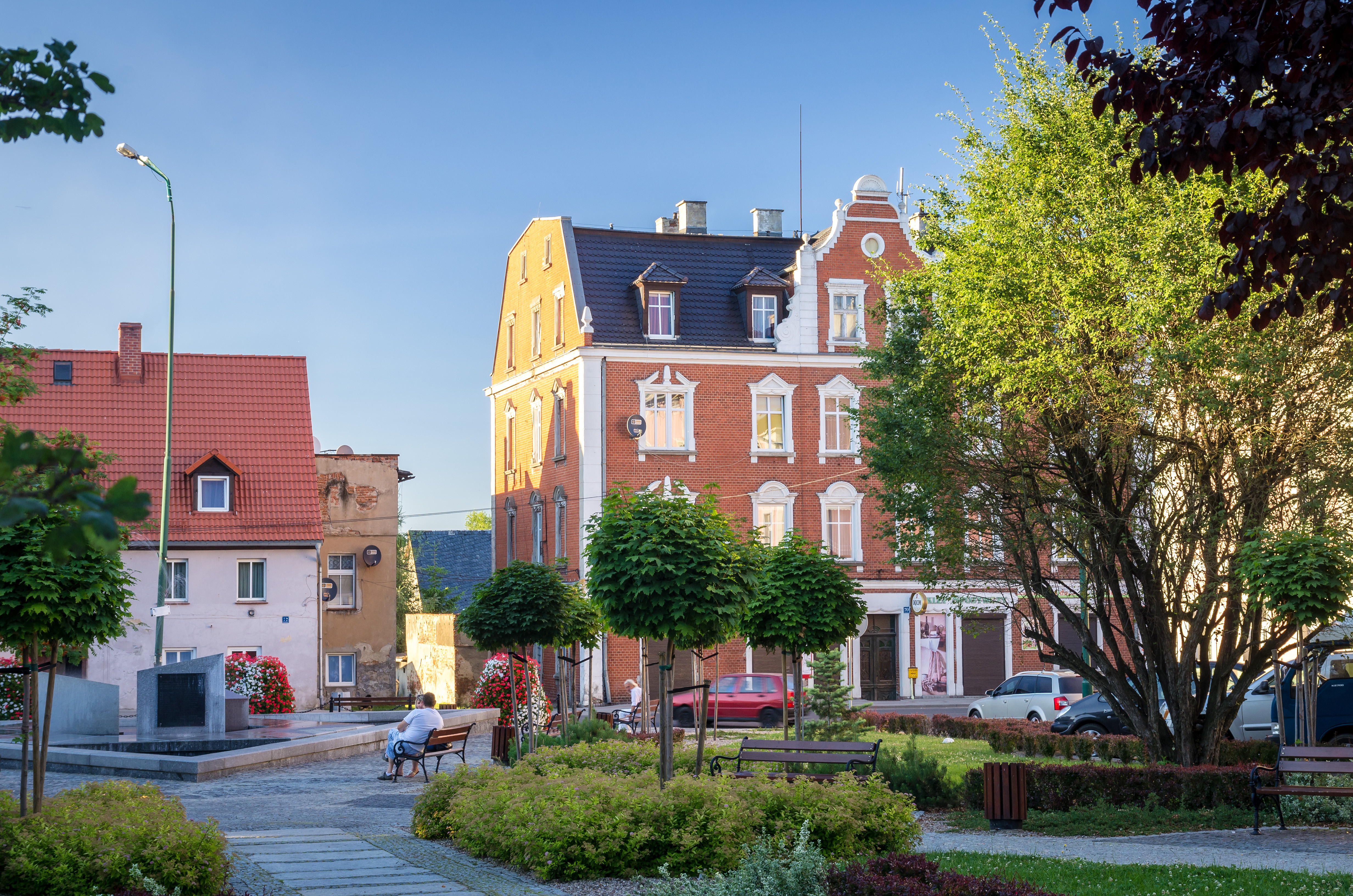
Plac Piastów Śląskich

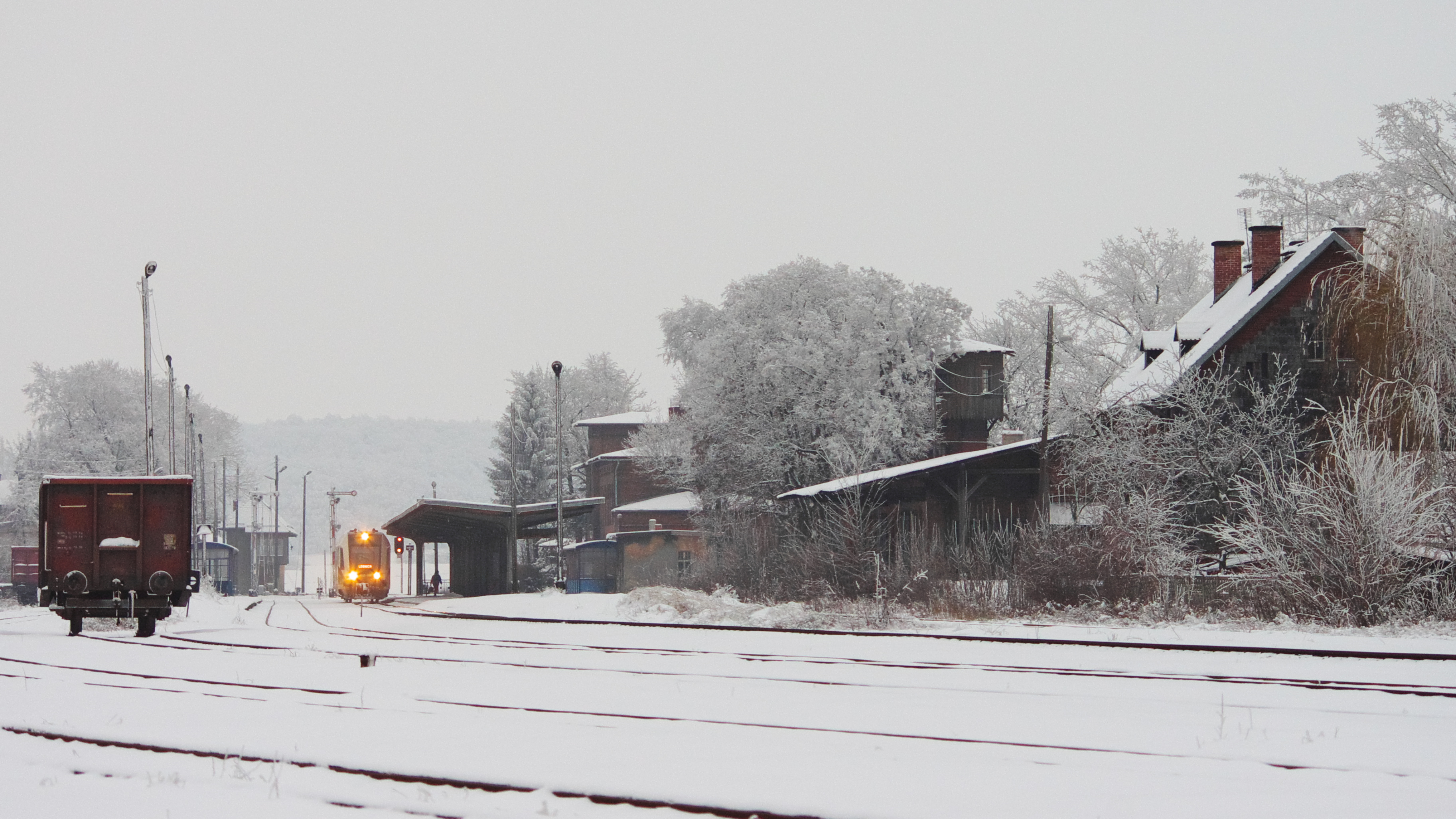
Stacja w Pilawie Górnej od strony torów, w oddali szynobus – 2013 r.

Przez Piławę Górną nie przebiega droga krajowa. Przez miasto przechodzi droga wojewódzka nr 382 – piławski odcinek ma długość 3,3 km. Prowadzi ona z Łazisk k. Bolesławca do granicy państwowej w Gościcach. Przebiega także droga powiatowa, odcinek o długości 6,5 km łączący Jodłownik i Ciepłowody.
Mieszkańcy gminy mogą korzystać z kilku rodzajów komunikacji zbiorowej: komunikacji miejskiej, komunikacji międzymiastowej oraz kolei. Miasto ma połączenia kolejowe m.in. z Legnicą, Dzierżoniowem, Świdnicą, Ząbkowicami Śląskimi i Kłodzkiem. Przebiegają przez nie linie kolejowe: nr 137 i nr 310.
Według stanu na luty 2018 r. miejscowość jest objęta siecią publicznego transportu zbiorowego, funkcjonującej na obszarze powiatu dzierżoniowskiego, organizowanej przez Zarząd Komunikacji Miejskiej w Bielawie.

## Oświata

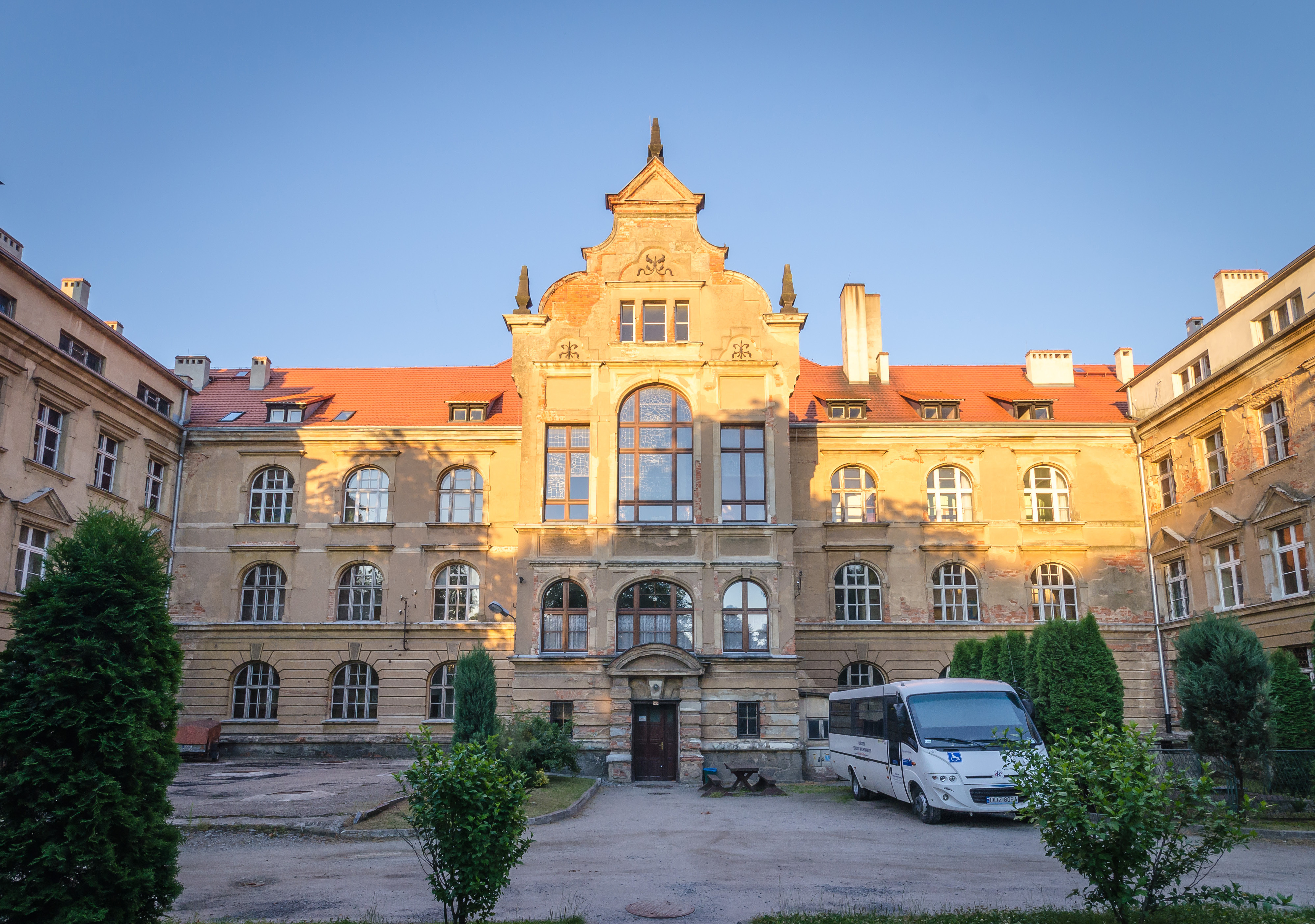
Gimnazjum, ob. ośrodek szkolno-wychowawczy (1894–1896)

Zadania z zakresu edukacji w Piławie Górnej realizują: przedszkole, szkoła podstawowa oraz gimnazjum. W Piławie Górnej mieści się także Specjalny Ośrodek Szkolno-Wychowawczy, który prowadzi nauczanie specjalne, oraz dom dziecka. W mieście działa także Miejska Biblioteka Publiczna. Ogólna liczba osób w wieku do 15 lat wynosiła w 2011 1060 osób (15,6% mieszkańców miasta).

## Służba zdrowia
Zakres oferowanych dostępnych usług z zakresu ochrony zdrowia w Piławie Górnej prezentuje się skromnie. Na terenie miasta działa przychodnia rodzinna oraz dwie apteki, a trzech lekarzy prowadzi indywidualne praktyki stomatologiczne. Struktura placówek służb zdrowia jest niewystarczająca przede wszystkim w zakresie dostępu do specjalistów.

## Kultura i sztuka

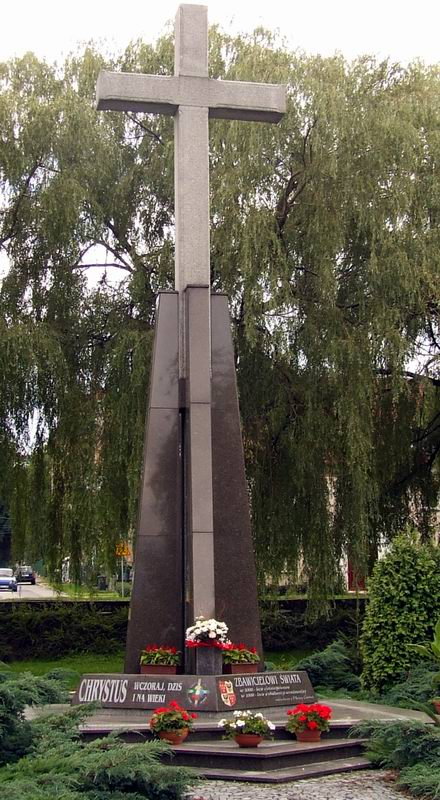
Krzyż na placu Piastów Śląskich

W gminie działa Miejski Ośrodek Kultury, który pełni rolę animatora kultury na terenie miasta. Posiada on własny budynek z salą widowiskowo-kinową, gdzie organizuje lub współorganizuje takie wydarzenia, jak: Wojewódzkie Spotkania Artystyczne Klubów Seniora, cykliczną imprezę Pokaż talent czy Dni Piławy Górnej.
Do najbardziej znanych zespołów należą:
- założony w 1981 zespół kabaretowo-estradowy Siwy Włos
- Orkiestra Dęta oraz Kapela Miejska
- zespół Górzanie, prezentujący folklor różnych regionów Polski
- Słoneczny Teatr Zabawy, skupiający dzieci zainteresowane teatrem.

Miejski Ośrodek Kultury oferuje również zajęcia dla dzieci, młodzieży i dorosłych, m.in.
w sekcji plastycznej, tanecznej, muzycznej, recytatorskiej, wokalnej, zajęcia z rytmiki dla maluchów czy zajęcia fitness, w tym fitness dla seniorów.

## Sport i rekreacja
Organizatorem życia sportowego w gminie jest Klub Sportowy Piławianka oraz dwa uczniowskie kluby sportowe: Orzeł w szkole podstawowej i Sporty Modelarskie i Rekreacja w gimnazjum. Piławianka prowadzi zajęcia sportowo-rekreacyjne z piłki nożnej oraz tenisa ziemnego. Posiada dwa pełnowymiarowe boiska sportowe i korty tenisowe. Jedno z boisk posiada trybuny dla kibiców i pełnowymiarową bieżnię lekkoatletyczną.
Uczniowskie kluby sportowe ukierunkowane są na dyscypliny takie jak: koszykówka, siatkówka, sporty modelarskie i rekreacja. Przy szkole podstawowej powstał kompleks boisk sportowych Orlik 2012.

### HistoriaPiławianki
Po II wojnie światowej w Piławie Górnej zaczęła osiedlać się ludność powracająca m.in. z robót przymusowych w Niemczech lub z niemieckich obozów koncentracyjnych i wysiedleni ze wschodniej, zabranej części Polski oraz uciekinierzy do okupacji radzieckiej wyznania mojżeszowego, którzy przybyli do nowego państwa polskiego. Wśród nich byli Żydzi, którzy we wsi założyli Żydowski Klub Sportowy. Nie był to zespół zrzeszony, a swoje mecze rozgrywał z reprezentacjami sąsiednich miejscowości. Dopiero w 1949 Polacy założyli swój Klub Zakładowy „Włókniarz”, który działał przy fabryce jedwabniczej. Był to zespół zarejestrowany i zadebiutował w klasie C podokręgu świdnickiego.
W 1953 roku, po połączeniu klubu sportowego „Włókniarz” z innym lokalnym zespołem, powstał Klub Sportowy „Piławianka”. Szybko ranga tej drużyny wzrastała, do 1959 rozbudowano jej zaplecze materialne. W tym czasie Piławianka awansowała już do klasy A, powstała też w 1958 drużyna juniorów.
W 1962 Piława Górna uzyskała prawa miejskie, co podniosło rangę klubu. W latach 70. XX wieku sukcesy w klasie A odnosiła drużyna seniorów i juniorów, którzy w 1979 r. zdobyli szczyt. 21 października 1979 r. stadionowi miejskiemu w Piławie Górnej nadano imię Juliana Jungera, zasłużonego nauczyciela i działacza społecznego w pierwszych latach po II wojnie światowej.
W latach 1985–1987 rozbudowywano zaplecze materialne klubu, dzięki czemu powstały: pawilon sportowy, hotel, kawiarnia klubowa, sekretariat, budynek gospodarczy, boczne boisko do gry dla juniorów, płyta treningowa i boisko główne. W latach 1988–1996 Piławianka grała w lidze międzywojewódzkiej. 22 maja 1988 został rozegrany mecz z resztą świata, na który przybył do Piławy Górnej słynny trener Kazimierz Górski.
Po przemianach społeczno-gospodarczych, w wolnorynkowej Polsce klub zaczął upadać finansowo, gdyż wycofał się jego główny sponsor. Piłkarze musieli podejmować inne prace, gdyż przestano wypłacać im z klubu pensje. To mocno rzutowało na skład drużyny.
Sytuacja finansowa klubu sportowego zmieniła się dopiero w XXI wieku.

### Wyniki rozgrywek
| sezon   | liga                            | lokata | pkt | uwagi  |
| ------- | ------------------------------- | ------ | --- | ------ |
| 2002/03 | klasa okręgowa, grupa Wałbrzych | 12.    | 33  |        |
| 2003/04 | klasa okręgowa, grupa Wałbrzych | 15.    | 22  | spadek |
| 2004/05 | klasa A, grupa Wałbrzych II     | 4.     | 52  |        |
| 2005/06 | klasa A, grupa Wałbrzych II     | 2.     | 63  |        |
| 2006/07 | klasa A, grupa Wałbrzych II     | 1.     | 71  | awans  |
| 2007/08 | klasa okręgowa, grupa Wałbrzych | 6.     | 41  |        |
| 2008/09 | klasa okręgowa, grupa Wałbrzych | 9.     | 41  |        |
| 2009/10 | klasa okręgowa, grupa Wałbrzych | 15.    | 23  | spadek |
| 2010/11 | klasa A, grupa Wałbrzych II     | 7.     | 49  |        |
| 2011/12 | klasa A, grupa Wałbrzych II     | 1.     | 78  | awans  |
| 2012/13 | klasa okręgowa, grupa Wałbrzych | 3.     | 56  |        |
| 2013/14 | klasa okręgowa, grupa Wałbrzych | 11.    | 39  |        |
| 2014/15 | klasa okręgowa, grupa Wałbrzych | 14.    | 28  | spadek |
| 2015/16 | klasa A, grupa Wałbrzych II     | 1.     | 79  | awans  |
| 2016/17 | klasa okręgowa, grupa Wałbrzych | 12.    | 31  |        |
| 2017/18 | klasa okręgowa, grupa Wałbrzych | 11.    | 36  |        |
| 2018/19 | klasa okręgowa, grupa Wałbrzych | 15.    | 25  | spadek |
| 2019/20 | klasa A, grupa Wałbrzych II     | 5.     | 26  |        |
| 2020/21 | klasa A, grupa Wałbrzych II     | 6.     | 36  |        |
| 2021/22 | klasa A, grupa Wałbrzych II     | 1.     | 72  | awans  |

źródło: portal 90minut.pl

### Znani zawodnicy
- Jacek Buganiuk – grał m.in. w Zagłębiu Wałbrzych i GKS Bełchatów
- Piotr Juraszek – grał m.in. w Dyskobolii Grodzisk Wielkopolski, Polarze Wrocław i Górniku Wałbrzych
- Łukasz Ganowicz – grał m.in. w Odrze Opole

## Religia

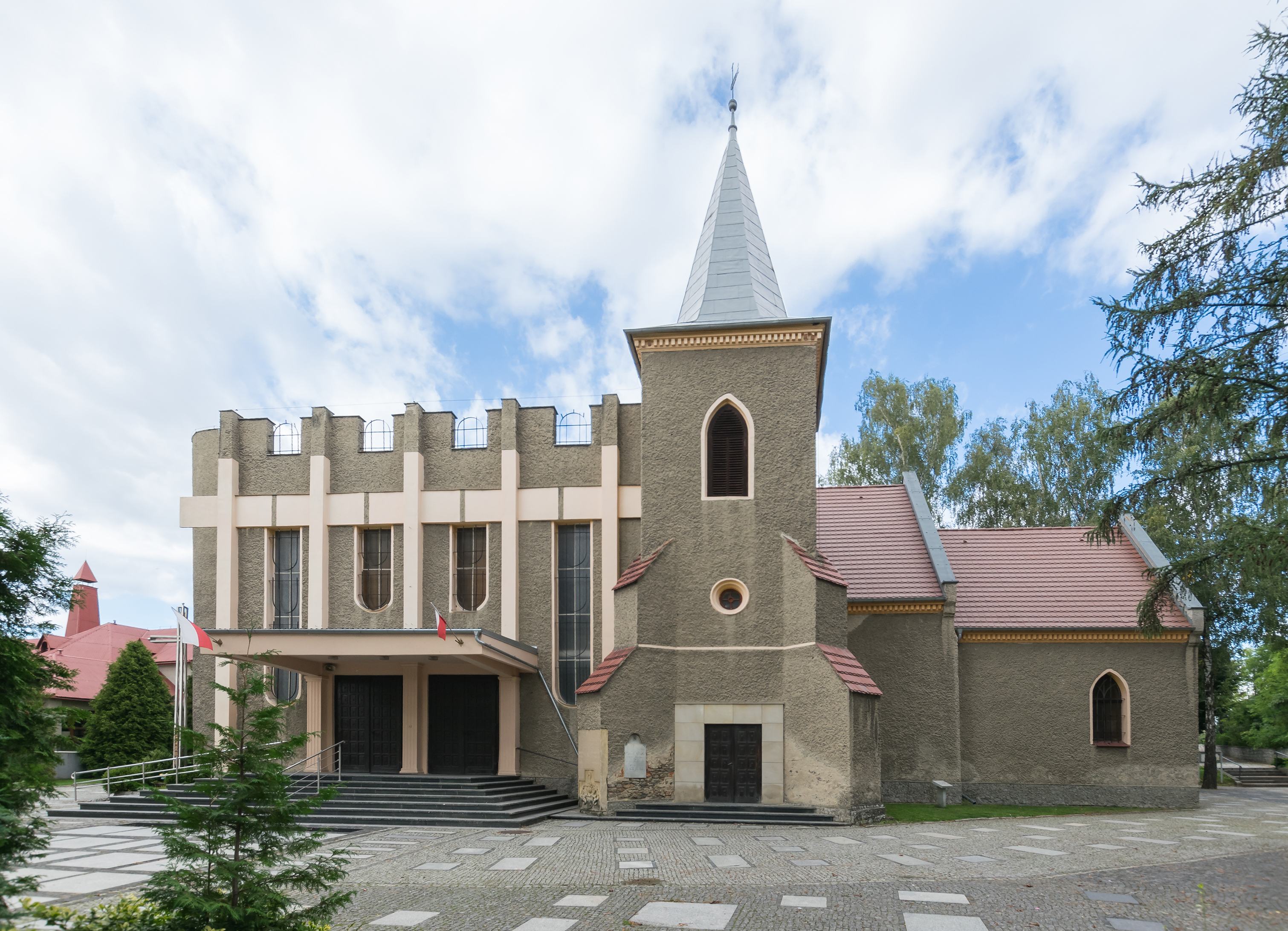
Kościół św. Marcina

Większość mieszkańców Piławy Górnej, 88,6% stanowią rzymscy katolicy. Skupiają się oni wokół parafii św. Marcina, która oprócz kościoła posiada kaplicę mszalną NMP Różańcowej w Kośminie.